# 柳澤榮司
柳澤 榮司（やなぎさわ えいじ、1939年 - ）は、日本の土木工学者。東北大学名誉教授。元八戸工業高等専門学校校長。土木学会論文賞等受賞。

## 人物・経歴
群馬県安中市出身。成蹊高等学校を経て、1963年東北大学工学部土木工学科卒業。1965年東北大学大学院工学研究科土木工学専攻修士課程修了。1968年東北大学大学院工学研究科土木工学専攻博士課程科目修了。1971年東北大学講師、東北大学工学博士。1973年東北大学助教授。1981年東北大学教授。1990年土質工学会功労賞受賞。1996年地盤工学会東北支部長。1997年原子力安全功労者表彰受賞。2000年八戸工業高等専門学校校長、東北大学名誉教授。同年土木学会論文賞受賞。2006年八戸工業高等専門学校名誉教授。
2015年4月瑞宝中綬章受章。